# Milan Kučera
Milan Kučera (ur. 18 czerwca 1974 w Jilemnicach) – czeski narciarz uprawiający kombinację norweską, czterokrotny medalista mistrzostw świata juniorów.

## Kariera
Po raz pierwszy na arenie międzynarodowej Milan Kučera pojawił się w 1990 roku podczas mistrzostw świata juniorów w Štrbskim Plesie, gdzie wspólnie z kolegami wywalczył srebrny medal w zawodach drużynowych. Rok później, na mistrzostwach świata juniorów w Reit im Winkl wywalczył złote medale zarówno indywidualnie jak i drużynowo. Równocześnie startował w sezonie 1990/1991 Pucharu Świata B. Stanął raz na podium - 20 stycznia 1991 roku w Libercu zwyciężył w zawodach metodą Gundersena. W klasyfikacji generalnej zajął wtedy siódme miejsce.
W Pucharze Świata zadebiutował 14 grudnia 1991 roku w Štrbskim Plesie, zajmując 23. miejsce w Gundersenie. W sezonie 1991/1992 wystartował jeszcze kilkakrotnie, przy czym 11 stycznia 1992 roku w austriackim Breitenwang po raz pierwszy stanął na podium zawodów pucharowych, zajmując trzecie miejsce w Gundersenie. W klasyfikacji generalnej dało mu to 20. pozycję. Najlepsze wyniki w Pucharze Świata osiągnął w sezonie 1997/1998, kiedy zajął jedenaste miejsce w klasyfikacji generalnej. Dwukrotnie stawał wtedy na podium: 3 stycznia w Schonach był trzeci, a 18 stycznia w Chaux-Neuve zwyciężył w Gundersenie. Zwycięstwo we Francji był ostatnim podium w jego karierze.
Pierwszą imprezą w kategorii seniorów w jego karierze były igrzyska olimpijskie w Albertville w 1992 roku. Wraz z kolegami z reprezentacji Czechosłowacji zajął szóste miejsce w sztafecie, a zawodów indywidualnych nie ukończył. W 1993 roku zajął piąte miejsce w drużynie na mistrzostwach świata w Falun. Na igrzyskach olimpijskich w Lillehammer w 1994 roku zajął 31. miejsce w Gundersenie oraz piąte drużynowo. Zarówno na mistrzostwach świata w Thunder Bay w 1995 roku jak i dwa lata później mistrzostwach w Trondheim zajmował czwarte miejsca, odpowiednio indywidualnie oraz w zawodach drużynowych. Najlepsze indywidualnie wyniki osiągnął na igrzyskach olimpijskich w Nagano w 1998 roku, gdzie był piąty w Gundersenie oraz na mistrzostwach świata w Ramsau w 1999 roku, gdzie w tej samej konkurencji zajął dziesiątą pozycję. Startował jeszcze na mistrzostwach w Lahti oraz igrzyskach w Salt Lake City jednak uzyskiwał bardzo słabe wyniki. Igrzyska te były jego ostatnim oficjalnym startem, bowiem w 2002 roku zakończył karierę.
Jego ojciec Tomáš Kučera także uprawiał kombinacje norweską.

## Osiągnięcia

### Igrzyska olimpijskie
| Miejsce | Dzień     | Rok  | Miejscowość    | Konkurencja             | Wynik zwycięzcy | Strata   | Zwycięzca           |
| ------- | --------- | ---- | -------------- | ----------------------- | --------------- | -------- | ------------------- |
| DNF     | 12 lutego | 1992 | Albertville    | Gundersen K-90/15 km    | 44:28,1         | -        | Fabrice Guy         |
| 6.      | 17 lutego | 1992 | Albertville    | Sztafeta K-90/3 × 10 km | 1:23:36,6       | +9:04,7  | Japonia             |
| 31.     | 19 lutego | 1994 | Lillehammer    | Gundersen K-90/15 km    | 39:07,9         | +8:14,6  | Fred Børre Lundberg |
| 5.      | 24 lutego | 1994 | Lillehammer    | Sztafeta K-90/3 × 10 km | 1:22:51,8       | +12:04,1 | Japonia             |
| 5.      | 14 lutego | 1998 | Nagano         | Gundersen K-90/15 km    | 41:21,1         | +1:24,7  | Bjarte Engen Vik    |
| 8.      | 20 lutego | 1998 | Nagano         | Sztafeta K-90/4 × 5 km  | 54:11,5         | +2:53,2  | Norwegia            |
| 41.     | 9 lutego  | 2002 | Salt Lake City | Gundersen K-90/15 km    | 39:11,7         | +9:20,7  | Samppa Lajunen      |
| 9.      | 14 lutego | 2002 | Salt Lake City | Sztafeta K-90/4 × 5 km  | 48:42,2         | +4:46,6  | Finlandia           |
| 35.     | 21 lutego | 2002 | Salt Lake City | Sprint K-120/7,5 km     | 16:40,1         | +2:33,4  | Samppa Lajunen      |

### Mistrzostwa świata
| Miejsce | Dzień     | Rok  | Miejscowość | Konkurencja             | Wynik zwycięzcy | Strata   | Zwycięzca           |
| ------- | --------- | ---- | ----------- | ----------------------- | --------------- | -------- | ------------------- |
| 5.      | 23 lutego | 1993 | Falun       | Sztafeta K-90/3 × 10 km | 1:19:25,7       | +12:09,4 | Japonia             |
| 4.      | 11 marca  | 1995 | Thunder Bay | Gundersen K-90/15 km    | 44:19,9         | +54,5    | Fred Børre Lundberg |
| 4.      | 23 lutego | 1997 | Trondheim   | Sztafeta K-90/4 × 5 km  | 52:18,0         | +2:39,1  | Norwegia            |
| 10.     | 20 lutego | 1999 | Ramsau      | Gundersen K-90/15 km    | 37:04,8         | +3:18,6  | Bjarte Engen Vik    |
| 8.      | 25 lutego | 1999 | Ramsau      | Sztafeta K-90/4 × 5 km  | 49:34,2         | +4:20,1  | Finlandia           |
| 7.      | 20 lutego | 2001 | Lahti       | Sztafeta K-90/4 × 5 km  | 48:54,1         | +2:52,4  | Norwegia            |
| 39.     | 24 lutego | 2001 | Lahti       | Sprint K-116/7,5 km     | 19:40,3         | ?        | Marko Baacke        |

### Mistrzostwa świata juniorów
| Miejsce | Dzień       | Rok  | Miejscowość         | Konkurencja             | Wynik zwycięzcy | Strata | Zwycięzca     |
| ------- | ----------- | ---- | ------------------- | ----------------------- | --------------- | ------ | ------------- |
| 2.      | 28 marca    | 1990 | Szczyrbskie Jezioro | Sztafeta K-88/3 × 10 km | ?               | ?      | Norwegia      |
| 1.      | 7 marca     | 1991 | Reit im Winkl       | Gundersen K-90/15 km    | ?               | -      | -             |
| 1.      | 9 marca     | 1991 | Reit im Winkl       | Sztafeta K-90/3 × 10 km | ?               | -      | -             |
| 2.      | 26 stycznia | 1994 | Breitenwang         | Gundersen K90/15 km     | ?               | ?      | Mario Stecher |

### Puchar Świata

#### Miejsca w klasyfikacji generalnej
- sezon 1991/1992: 20.
- sezon 1992/1993: 23.
- sezon 1993/1994: 33.
- sezon 1994/1995: 28.
- sezon 1995/1996: 19.
- sezon 1996/1997: 36.
- sezon 1997/1998: 11.
- sezon 1998/1999: 25.
- sezon 1999/2000: 36.
- sezon 2000/2001: 58.
- sezon 2001/2002: -

#### Miejsca na podium chronologicznie
| Nr | Data             | Miejscowość | Konkurencja         | Wynik zwycięzcy | Pozycja | Strata | Zwycięzca          |
| -- | ---------------- | ----------- | ------------------- | --------------- | ------- | ------ | ------------------ |
| 1. | 1 stycznia 1992  | Breitenwang | Gundersen K90/15 km | ?               | 3.      | ?      | Klaus Sulzenbacher |
| 2. | 3 stycznia 1998  | Schonach    | Gundersen K90/15 km | ?               | 3.      | ?      | Todd Lodwick       |
| 3. | 18 stycznia 1998 | Chaux-Neuve | Gundersen K90/15 km | ?               | 1.      | -      | -                  |

### Puchar Kontynentalny

#### Miejsca w klasyfikacji generalnej
- sezon 1990/1991: 7.
- sezon 2000/2001: 32.
- sezon 2001/2002: 19.

#### Miejsca na podium chronologicznie
| Nr | Data             | Miejscowość | Konkurencja         | Wynik zwycięzcy | Pozycja | Strata | Zwycięzca       |
| -- | ---------------- | ----------- | ------------------- | --------------- | ------- | ------ | --------------- |
| 1. | 10 stycznia 1991 | Liberec     | Gundersen K90/15 km | ?               | 1.      | -      | -               |
| 2. | 2 marca 2001     | Chaux-Neuve | Gundersen K90/15 km | ?               | 3.      | ?      | Andrej Jezeršek |
| 3. | 14 stycznia 2002 | Baiersbronn | Sprint K90/7,5 km   | ?               | 3.      | ?      | Jan Schmid      |